# Kendrick Perkins
Kendrick Perkins (Nederland, Teksas, 10. studenog 1984.) američki je profesionalni košarkaš. Igra na poziciji centra, a trenutačno je član NBA momčadi Oklahoma City Thundera. Izabran je u 1. krugu (27. ukupno) NBA drafta 2003. od strane Memphis Grizzliesa.

## Srednja škola
Pohađao je srednju školu Clifton J. Ozen High School. Tijekom svoje srednjoškolske karijere odveo je momčad do osvajanja četiri uzastopna divijska naslova i jednog državnog prvenstva. Na čevrtoj godini srednje škole Perkins je prosječno postizao 27,5 koševa, 16,4 skokova i 7,8 blokada te je izabran u McDonald'sovu sveameričku momčad. Nakon završetka srednje škole, dobivao je brojne ponude od raznih sveučilišta, ali se ipak odlučio prijaviti na NBA draft.

## NBA karijera

### Boston Celtics
Izabran je kao 27. izbor NBA drafta 2003. od strane Memphis Grizzliesa. Međutim ubrzo je mijenjan u Boston Celticse zajedno s Marcusom Banksom u zamjenu za Troya Bella i Dahntaya Jonesa.
U sezoni 2004./05. Perkins je dobio veću mintažu nego u rookie sezoni, te je postao poznat po svojoj čvrstoj igri. Tijekom doigravanja minutaža mu se smanjila te je ulazio s klupe. Perkins je bio dio izgreda[ima li bolji izraz od izgreda odnosno incidenta] koji se dogodio u šestoj utakmici prvog kruga doigravanja protiv Indiana Pacersa. Paul Pierce je izborio slobodna bacanja, ali je bio isključen iz igre, a prema NBA pravilima, trener Pacersa je odabrao upravo Perkinsa da izvede ključna slobodna bacanja. Perkins je promašio oba bacanja i utakmica je otišla u produžetak, ali su Celticsi ipak odnijeli pobjedu.
Nakon sjajnog napredka preko ljeta, Perkins je u sezoni 2005./06. dobio veće povjerenje trenera Doca Riversa. U toj sezoni Perkins je prosječno postizao 5.2 poena i 5.9 skokova. Nakon odlaska Marka Blounta u Timberwolvese, Perkins je postao startni centar Celticsa. U NBA finalu 2008. Perkins je bio češće ozlijeđen nego zdrav, ali je ipak uspio pomoći momčadi da osvojio 17. NBA naslov u povijesti franšize. To je jedini Perkinsov NBA prsten u dosadašnjoj karijeri.
U šestom meču NBA finala 2010. je ozljedio svoje koljeno i propustio je ostatak susreta. U sedmom susretu, u kojem su bostonski velikani poraženi od svojih najvećih rivala iz Los Angelesa bio je nespreman za igru. Prema magazinu Los Angeles Times pokidao je ligamente desnog koljena. 
Na parket se nije vraćao do sve do 25. siječnja 2011., kada je kao rezerva u 17 minuta upisao 7 poena, 6 skokova i 3 asistencije protiv Clevelanda. Dobio je ovacije kada je ušao u prvoj četvrtini. Nakon ulazaka s klupe u prvih pet susreta, 4. veljače 2011. počinje kao starter u domaćem porazu od budućih šampiona, Dallas Mavericksa. Tada je upisao zadnji double-double učinak kao igrač Celticsa, s 13 poena, 12 skokova i 1 blokom za 33 minuta uz šut 6-7.

### Oklahoma City Thunder
24. veljače 2011. Perkins je zajedno s Nateom Robinsonom zamijenjen za Jeffa Greena i Nenada Krstića.

## NBA statistika

### Regularni dio
| Godina    | Klub     | Odig. uta. | Uta. poč. | Min. | 2P%  | 3P%  | Sl. bac.% | Skok. | Asist. | Ukr. lop. | Blok. | Poena |
| --------- | -------- | ---------- | --------- | ---- | ---- | ---- | --------- | ----- | ------ | --------- | ----- | ----- |
| 2003./04. | Boston   | 10         | 0         | 3.5  | .533 | .000 | .667      | 1.4   | .3     | .0        | .2    | 2.2   |
| 2004./05. | Boston   | 60         | 3         | 9.1  | .471 | .000 | .638      | 2.9   | .4     | .2        | .6    | 2.5   |
| 2005./06. | Boston   | 68         | 40        | 19.6 | .515 | .000 | .615      | 5.9   | 1.0    | .3        | 1.5   | 5.2   |
| 2006./07. | Boston   | 72         | 53        | 21.9 | .491 | .000 | .600      | 5.2   | 1.3    | .3        | 1.3   | 4.5   |
| 2007./08. | Boston   | 78         | 78        | 24.5 | .615 | .000 | .623      | 6.1   | 1.1    | .4        | 1.5   | 6.9   |
| 2008./09. | Boston   | 76         | 76        | 29.6 | .577 | .000 | .600      | 8.1   | 1.3    | .3        | 2.0   | 8.5   |
| 2009./10. | Boston   | 78         | 78        | 27.6 | .602 | .000 | .582      | 7.6   | 1.0    | .3        | 1.7   | 10.1  |
| 2010./11. | Boston   | 12         | 7         | 26.1 | .542 | .000 | .575      | 8.1   | .8     | .2        | .8    | 7.3   |
| 2010./11. | Oklahoma | 17         | 17        | 25.2 | .493 | .000 | .531      | 7.9   | .9     | .4        | .9    | 5.1   |
| 2011./12. | Oklahoma | 65         | 65        | 26.8 | .489 | .000 | .652      | 6.6   | 1.2    | .4        | 1.1   | 5.0   |
| 2012./13. | Oklahoma | 78         | 78        | 25.1 | .457 | .000 | .611      | 6.0   | 1.4    | .6        | 1.1   | 4.2   |
| Ukupno    |          | 614        | 495       | 23.2 | .542 | .000 | .606      | 6.2   | 1.1    | .3        | 1.3   | 6.0   |

### Doigravanje
| Godina | Klub     | Odig. uta. | Uta. poč. | Min. | 2P%  | 3P%  | Sl. bac.% | Skok. | Asist. | Ukr. lop. | Blok. | Poena |
| ------ | -------- | ---------- | --------- | ---- | ---- | ---- | --------- | ----- | ------ | --------- | ----- | ----- |
| 2005.  | Boston   | 6          | 0         | 4.7  | .800 | .000 | .333      | 1.0   | .0     | .0        | .5    | 1.5   |
| 2008.  | Boston   | 25         | 25        | 25.2 | .585 | .000 | .678      | 6.1   | .5     | .6        | 1.3   | 6.6   |
| 2009.  | Boston   | 14         | 14        | 36.6 | .575 | .000 | .667      | 11.6  | 1.4    | .4        | 2.6   | 11.9  |
| 2010.  | Boston   | 23         | 23        | 25.0 | .510 | .000 | .600      | 6.2   | 1.0    | .4        | 1.4   | 5.7   |
| 2011.  | Oklahoma | 17         | 17        | 28.2 | .453 | .000 | .576      | 6.1   | .8     | .2        | .8    | 4.5   |
| 2012.  | Oklahoma | 20         | 20        | 25.9 | .416 | .000 | .800      | 6.2   | .7     | .4        | 1.3   | 4.7   |
| 2013.  | Oklahoma | 11         | 11        | 19.1 | .270 | .000 | 1.000     | 3.7   | .6     | .7        | .5    | 2.2   |
| Ukupno |          | 116        | 110       | 25.4 | .504 | .000 | .656      | 6.3   | .8     | .4        | 1.3   | 5.7   |

## Privatni život
Perkins je katolik. Bio je ministrant u svojoj mladosti. Ima sina Kendricka Perkinsa II, rođenog 10. rujna 2007.
25. srpnja 2009. vjenčao se s dugogodišnjom djevojkom, Vanity Alplough.

## Vanjske poveznice
- Službena stranica  Arhivirana inačica izvorne stranice od 16. studenoga 2018. (Wayback Machine)
- Profil na NBA.com
- Profil  Arhivirana inačica izvorne stranice od 20. listopada 2012. (Wayback Machine) na Basketball-Reference.com
- Profil na Celtics.com
- Profil na ESPN.com